# 阿爾普巴赫河 (萊茨阿赫河支流)
47°41′05″N 11°58′52″E / 47.68474°N 11.98114°E

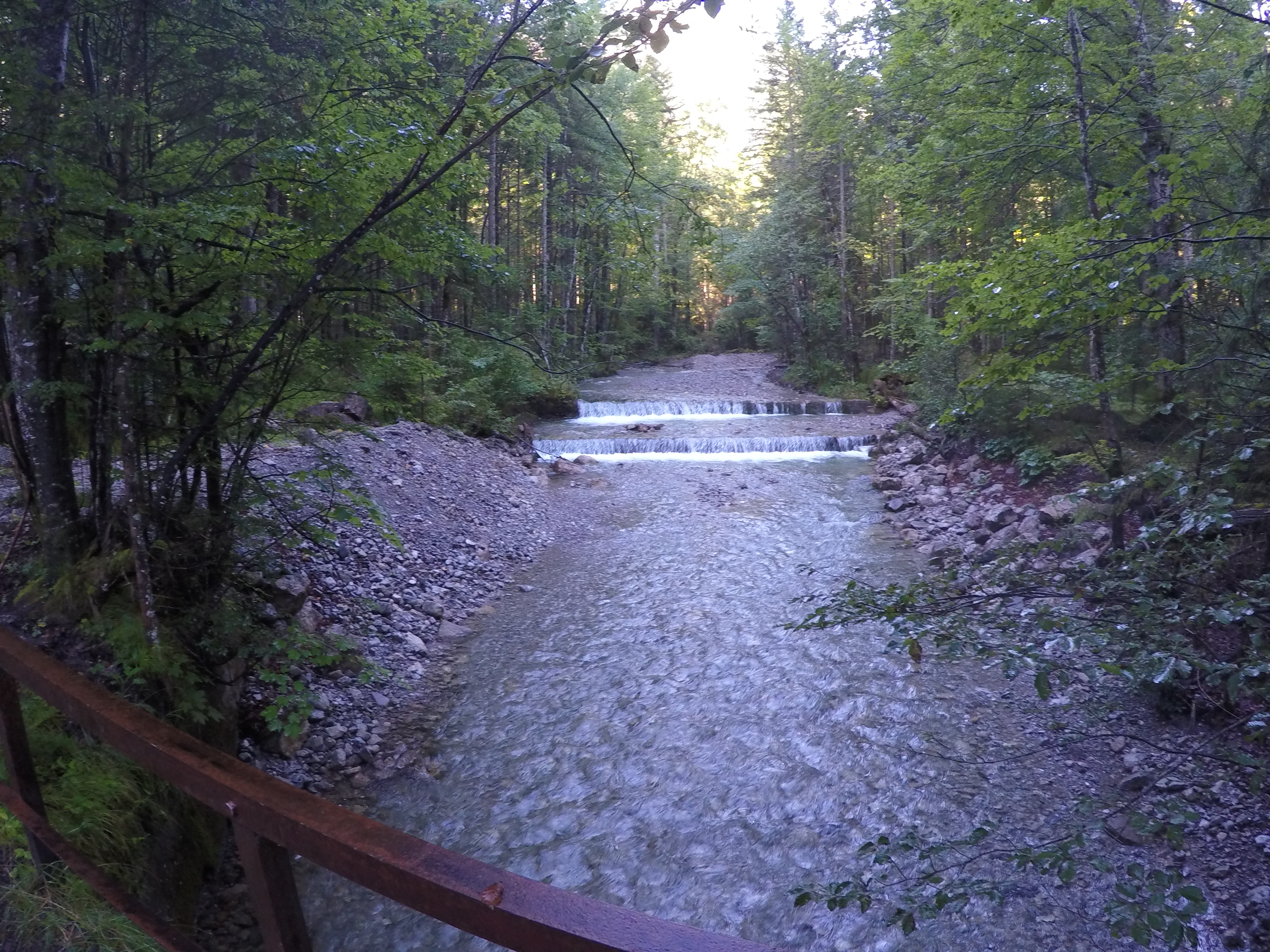

阿爾普巴赫河（德語：Alpbach），是德國的河流，位於該國東南部，由巴伐利亞負責管轄，屬於萊茨阿赫河的支流，處於芒法爾山脈地區，河道全長2.1公里。